# Juan Raúl Echevarrieta
Juan Raúl Echevarrieta (Olavarría, 23 de julho de 1911 - Florianópolis, 27 de novembro de 1987), foi um futebolista argentino que atuava como atacante.
Apelidado de El Terrible, Echevarrieta é o 12º maior artilheiro da história da Sociedade Esportiva Palmeiras, tendo marcado 113 gols em 128 atuações, sendo até os dias atuais, o estrangeiro com mais gols marcados pela equipe. Possui a 2ª melhor média de gols com a camisa alviverde: 0,88 por partida. Foi "homenageado" no filme O Casamento de Romeu e Julieta; a protagonista Julieta, torcedora do Palmeiras, foi batizada com a junção do nome de dois antigos ídolos alviverdes, ele e Julinho Botelho.
Até o dia 26 de julho de 2017, era o jogador estrangeiro que mais gols marcou com a camisa do Santos Futebol Clube, 20 gols em 25 jogos. Foi ultrapassado depois de 74 anos pelo colombiano Copete.

## Carreira
Deu os primeiros passos no futebol nos modestos San Martín de Sierras Bayas e Estudiantes de Olavarría.
Iniciou a carreira jogando pelo Gimnasia y Esgrima La Plata, na qual integrou a melhor equipe do clube argentino de todos os tempos. Por causa do forte temperamento, pouco foi utilizado nas temporadas de 1936 e 1937. Atuando de 1932 a 1938, Echevarrieta anotou 45 gols em 95 partidas.
Em seguida, em 1938 foi emprestado ao Vélez Sarsfield, onde fez 2 jogos e marcou 1 gol.
Juan Raúl Echevarrieta fez um teste no Bonsucesso do Rio de Janeiro mas o técnico do time, Gentil Cardoso, argumentou que o atleta estava fora de forma.
Chegou ao Palestra Itália em 1939 e sua estreia foi diante do São Paulo, numa vitória por 2 a 1 pelo Campeonato Paulista daquele ano. Naquela partida não marcou nenhum dos gols, mas mostrou que estava vindo para incomodar as defesas adversárias. Foi ele quem anotou o primeiro gol palestrino na história do Pacaembu. Marcou 2 gols na goleada de 4 a 1 na conquista do título do Paulista de 1940 sobre o São Paulo. Ele comandou o ataque palmeirense no triunfo por 3 a 1, novamente diante do São Paulo na partida decisiva do Paulista de 1942, quando assinalou o terceiro gol que selou a vitória e a conquista do título; em episódio que ficou conhecido como Arrancada Heroica.  
Sua vida conturbada e polêmica o fez ganhar a fama de boêmio e "malandro". Pelo Palestra Itália / Palmeiras, O Homem dos Sete Instrumentos, apelidado por ser versátil em campo, totalizou 113 gols em 128 partidas, perfazendo média de 0,88 gols por jogo.
Em novembro de 1942, se transferiu para o Santos, clube que defendeu até agosto do ano seguinte. Pelo Santos, onde é o 3º estrangeiro que mais fez gols na história do clube, 20 gols em 25 jogos, teve uma curta passagem que também foi encerrada precocemente por indisciplina.
Também jogou por Ypiranga-SP e São Bento de Marília.
Morreu em 27 de novembro de 1987, vitima de enfisema pulmonar.

## Títulos
Palmeiras
- Campeonato Paulista: 1940 e 1942
- Torneio Início do Campeonato Paulista: 1942